# Görele (district)
Görele is een Turks district in de provincie Giresun en telt 28.357 inwoners (2007). Het district heeft een oppervlakte van 178,7 km². Hoofdplaats is Görele.
De bevolkingsontwikkeling van het district is weergegeven in onderstaande tabel.
| 1997   | 2000   | 2007   |
| ------ | ------ | ------ |
| 42.779 | 52.420 | 28.357 |